# Cratere Hedin
Hedin è un grande cratere lunare di 157,38 km situato nella parte nord-occidentale della faccia visibile della Luna.
Il cratere è dedicato all'esploratore svedese Sven Hedin.

## Crateri correlati
Alcuni crateri minori situati in prossimità di Hedin sono convenzionalmente identificati, sulle mappe lunari, attraverso una lettera associata al nome.
| Hedin | Coordinate           | Diametro (in km) |
| ----- | -------------------- | ---------------- |
| A     | 5°24′00″N 78°03′36″W | 64,65            |
| B     | 4°20′24″N 83°51′00″W | 21,13            |
| C     | 4°19′48″N 84°41′24″W | 10,57            |
| F     | 3°57′N 74°30′W       | 19,65            |
| G     | 3°49′12″N 73°30′36″W | 13,78            |
| H     | 3°03′36″N 72°19′48″W | 12,28            |
| K     | 2°54′36″N 73°09′36″W | 11,3             |
| L     | 5°07′48″N 71°28′12″W | 10,5             |
| N     | 4°58′12″N 71°52′48″W | 23,97            |
| R     | 5°14′24″N 76°05′24″W | 7,63             |
| S     | 5°41′24″N 75°13′12″W | 8,58             |
| T     | 4°14′24″N 72°57′36″W | 6,84             |
| V     | 5°17′24″N 73°51′00″W | 10,5             |
| Z     | 1°54′36″N 79°00′36″W | 10,22            |